# فرانك ويست (عسكري)
فرانك ويست (بالإنجليزية: Frank West)‏ هو عسكري أمريكي، ولد في 26 سبتمبر 1850 في نيويورك في الولايات المتحدة، وتوفي في 26 أغسطس 1923 في واشنطن العاصمة في الولايات المتحدة.